# Kochab
Kochab  eller Beta Ursae Minoris (β Ursae Minoris, förkortat Beta UMi, β UMi) som är stjärnans Bayer-beteckning, är en dubbelstjärna i den mellersta delen av stjärnbilden Lilla björnen. Den har en skenbar magnitud på +2,08, är synlig för blotta ögat och är den efter Polstjärnan näst ljusstarka stjärnan i stjärnbilden. Baserat på parallaxmätningar i Hipparcos-uppdraget på 24,9 mas beräknas den befinna sig på ca 131 ljusårs (40 parsek) avstånd från solen. Kochab var Polstjärnan mellan 1900 och 1100 f.Kr. sett från Jorden, men eftersom Jordens axellutning ändrar sig är Polstjärnan numera polstjärna.

## Nomenklatur
Namnet Kochab uppstod under renässansen och dess betydelse är osäker. Några teorier är att det kan komma från det arabiska الكوكب al-kawkab eller hebreiska kōkhābh, av vilka båda betyder "stjärna", eller från Alrucaba eller Rucaba, två namn som ursprungligen användes på Theta Ursae Minoris. År 2016 organiserade Internationella astronomiska unionen en arbetsgrupp för stjärnnamn (WGSN) med uppgift att katalogisera och standardisera riktiga namn för stjärnor. WGSN fastställde i juli 2016 namnet Kochab för Beta Ursae Majoris, vilket nu ingår i listan över IAU-godkända stjärnnamn.

## Egenskaper
Beta Ursae Minoris är en orange till röd jättestjärna av spektralklass K4 III. Den har en massa som är ca 2,2 gånger solens massa, en radie som är ca 42 gånger större än solens och utsänder ca 390 gånger mera energi än solen från dess fotosfär vid en effektiv temperatur på ca 4 000 K.
En planet, omkring 6,1 gånger så massiv som Jupiter, har tillkännagivits kretsa runt Kochab  med en omloppsperiod på 522 dygn.